# افسانه‌های زندگی حافظ
باآن‌که حافظ شاعری مشهور و شناخته‌شده در روزگار خویش بوده، اما شرح احوال و زندگی‌اش به‌طور عجیبی مجهول و پنهان است و نویسندگان هم‌عصر او یا کاتبان دیوانش، دراین‌باره اطلاعاتی را بازگو نکرده و تنها ذکر نام و تخلص و برخی اشعار را کافی دانسته‌اند. جنبه‌های کمی از زندگی و نویسندگی حافظ — و به‌ویژه از ۱۹۳۰ تا ۱۹۵۵ م، مباحثه‌های علمی قوی در مورد موضوعات تفسیر و حقیقت — وجود دارد که به آن‌ها پرداخته نشده‌است. او نه تنها در ایران بلکه در سراسر شرق و غرب به‌عنوان سراینده مسلم برخی از باشکوه‌ترین، فنی‌ترین و نفیس‌ترین سروده‌های جهان شناخته می‌شود، بی شک این مشکلات همچنان حل نشدنی هستند و در نهایت ممکن است برخی از آن‌ها به سختی قابل حل باشند. به‌جز چارچوب کلی تاریخی، برای مدت طولانی حقایق احتمالی زندگی حافظ به‌طور عمده از پیشگفتارهای شرح‌حال‌گونه، منابع رسمی تذکره‌ها مانند دولتشاه یا منابع غیررسمی نویسندگانی مانند میرخواند و نوه او گرفته شده‌است. البته بیشتر این مواد خبری مشکوک یا افسانه‌ای به‌نظر می‌رسند؛ اما اکثر آن‌ها با ماهیت خود سخت در تضاد هستند و در یک یا دو مورد پژوهش (به‌عنوان نمونه در ملاقات ادعایی با تیمور در سال ۷۸۹ ه‍.ق/۱۳۸۷ م) تنها تمایل دارند آن حکایت‌ها را تقویت کنند — و اگر به‌طور کامل تأیید نشده باشد — افسانه بپندارند. آگاهی‌های ارائه‌شده در مقدمهٔ محمد گلندام — دوست و جامع دیوان حافظ — کهن‌ترین و مهم‌ترین منبع دربارهٔ زندگی حافظ است.
آنچه قابل ملاحظه است این است که دو کارِ اصلیِ پژوهش در شعرِ فارسی، یعنی ایجاد یک زندگی‌نامهٔ قابل توجه و ویرایش یک متن معتبر، در مورد حافظ ابعادِ مضاعف و ویژه‌ای به خود گرفته‌اند. در مجموع می‌توان این مشکل را این‌گونه بیان کرد: هیچ نوشتهٔ حافظ، هرچند خوب به‌خودی‌خود، نمی‌تواند در هر سطحی کاملاً قابل فهم باشد بدون آنکه دانش امروزیْ آگاهیِ چشم‌گیری از زندگی و زمان او به‌دست آورد. هنوز باید بسیاری از این‌گونه دانش از تجزیه و تحلیلِ متن به‌دست آید، و می‌تواند اعتمادِ کمی به نتایج تجزیه و تحلیل‌ها داشته باشد، هرچند بسیار دقیق و باوسواس و برپایهٔ متونِ مرجعِ قابل اطمینان انجام شده باشد. ممکن است به‌خوبی اثبات شود که هیچ کاری کاملاً متضمن راه حل نیست، حتی در شرایط محدود مرجع: درصورتی‌که استحکام زندگی‌نامه تا حد زیادی بر متن نظر داشته باشد، چنین انتظاری هیچ قطعیتی برای نتیجه‌ای ارزشمند ارائه نمی‌دهد؛ هر متنِ قابل‌قبول ناگزیر تقریباً برپایهٔ یگانه معیار ارشدیت میان نُسَخِ خطی خواهد بود و قدیمی‌ترین نسخ خطی شرقی، به‌ویژه اگر در خارج از دوران نویسنده قرار گیرد، لزوماً به‌طور مطلق کامل‌ترین و دقیق‌ترین نیست. این موضوع به‌ویژه در مورد شعر صدق می‌کند و شواهد نشان می‌دهند که این موضوع دربارهٔ دیوان حافظ حتی بیشتر نیز صدق می‌کند. نیز، مسئله بنیادین قصد خود شاعر است: آیا باید همه چیزهایی که او همیشه نوشته — یا شاید فقط به‌صورت ضمیمه آورده — گردآوری شود، حتی اگر خود او انتخاب کرده باشد که برخی از موارد خاص را از نسخهٔ معیارِ ۷۷۰ ه‍.ق حذف کند؟ آیا او افکار ثانوی — یا دیگری — در مورد گنجاندن، نظم، یا متن واقعی اشعار یا بیت‌های خاصی داشت؟ اگر اکنون نمی‌توان امیدوار بود که به پرسش‌هایی از این نوع پاسخ داده شود، باید تلاش شود تا در اثر انتشار نسخه‌های خطیِ اولیه و مشاهده تفاوت‌های آن‌ها از موارد بعدی، کار بیشتری انجام شود.

## داستان دیدار تیمور با حافظ
امیر تیمور گورکانی (۸۰۷ -۷۷۱ ق / ۱۴۰۵- ۱۳۶۹ م./۷۴۸ - ۷۸۳هـ.ش) یا تیمور لنگ با این‌که مردی خونریز و بی‌رحم بود، ولی دوستدار دانش و هنر بود و به عالمان و هنرمندان احترام بسیار می‌گذاشت و حتی هنگام قتل‌عام یک شهر دستور می‌داد که از کشتن دانشمندان و فقیهان و هنرمندان خودداری کنند. تیمور در اواخر سده هشتم به فارس لشکر کشید و در حدود سال ۷۶۷ هجری خورشیدی (۷۹۰ قمری) وارد شیراز شد. دولت شاه سمرقندی در تذکرةالشعرای خود نوشته است که تیمور پس از ورود، کسی را به نزد حافظ (حدود ۷۲۷ - ۷۹۲ هجری قمری)، شاعر نامدار فرستاد تا او را پیش وی ببرند. او ادامه داستان را این‌چنین نقل می‌کند: تیمور به حافظ می‌گوید «من اکثر ربع مسکون را با این شمشیر مسخر ساختم و هزاران ولد و ولایت را ویران کردم تا سمرقند و بخارا که وطن مألوف و تختگاه من است را آبادان و مفتخر سازم. تو مردک به یک خال هندوی ترک شیرازی، سمرقند و بخارای ما را می‌فروشی. چنانکه در این بیت گفته‌ای:
| اگر آن ترک شیرازی به دست آرد دل ما را |  | به خال هندویش بخشم سمرقند و بخارا را |

خواجه حافظ زمین ادب را بوسه داد و گفت ای سلطان عالم از آن بخشندگی است که بدین روز افتاده‌ام.» تیمور از این سخن خرسند می‌شود و به حافظ اکرام و احترام می‌کند. شاید این بیت حافظ اشاره‌ای به تیمور باشد:
| خیز تا خاطر به آن ترک سمرقندی دهیم |  | کز نسیمش بوی جوی مولیان آید همی |

همچنین:
| سوختم در چاه صبر از بهر آن شمع چگل |  | شاه ترکان فارغ است از حال ما کو رستمی |

در شعر معروف رایت منصور پادشاه از حافظ،این بیت است:
کجاست صوفی دجال فعل ملحد شکل /
بگو بسوز که مهدی دین پناه رسید
که منظور از دجال تیمور بوده که ظاهراً دین دار بوده و مهدی دین پناه همان منصور شاه برادرزاده ی شاه شجاع است.
در مقاله در روزنامهٔ کیهان سال ۱۳۷۰ توسط بیژن صمدی ذکر شده است که این دیدار غیرممکن است زیرا سال مرگ حافظ با سال دیدار با تیمور ضد و نقیض است 